# Serpulidicoloides cystopomati
Serpulidicoloides cystopomati is een eenoogkreeftjessoort uit de familie van de Serpulidicolidae. De wetenschappelijke naam van de soort is voor het eerst geldig gepubliceerd in 1912 door Gravier.